# Levý Hradec

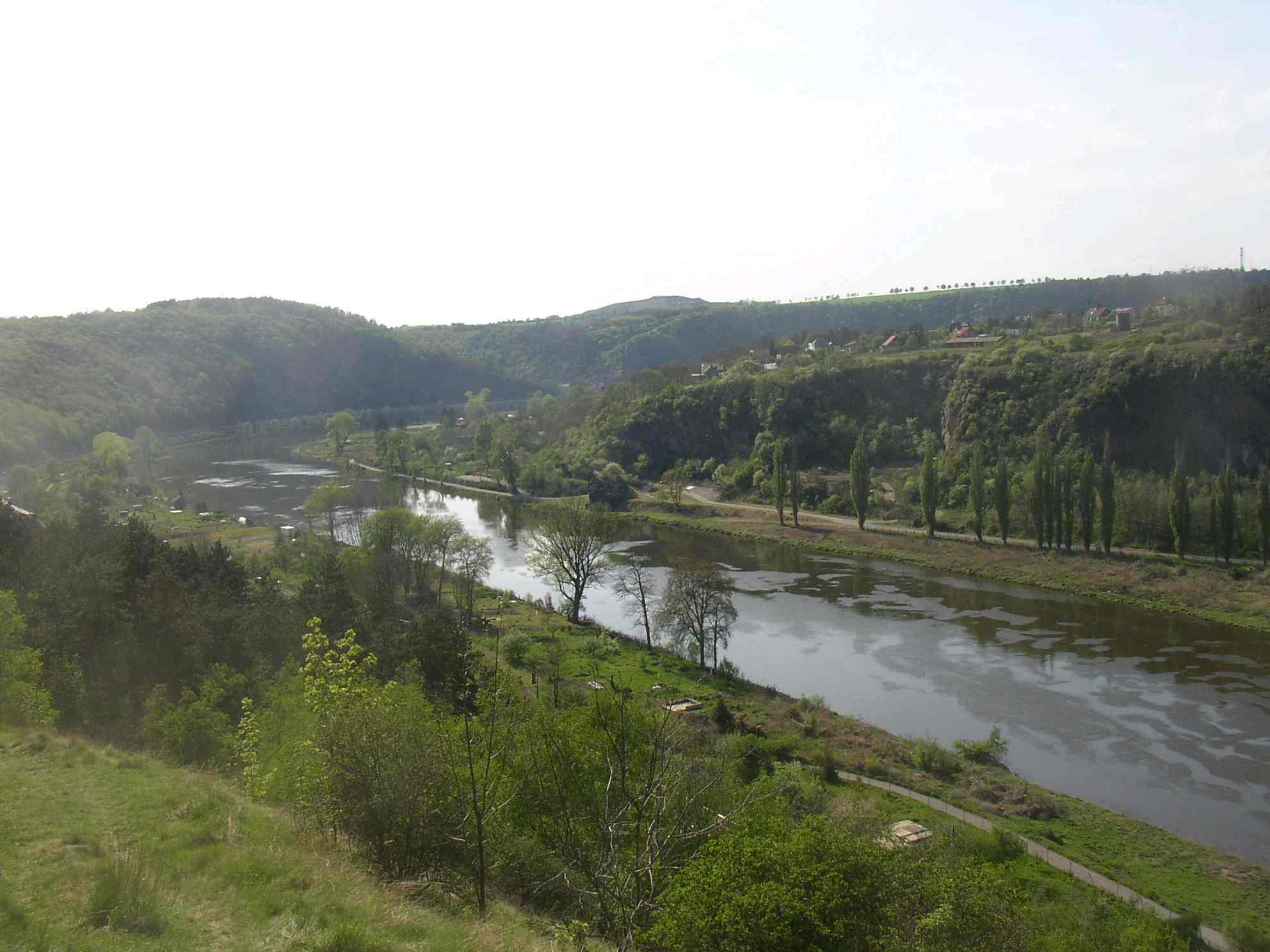
Blick von Levý Hradec auf die Moldau

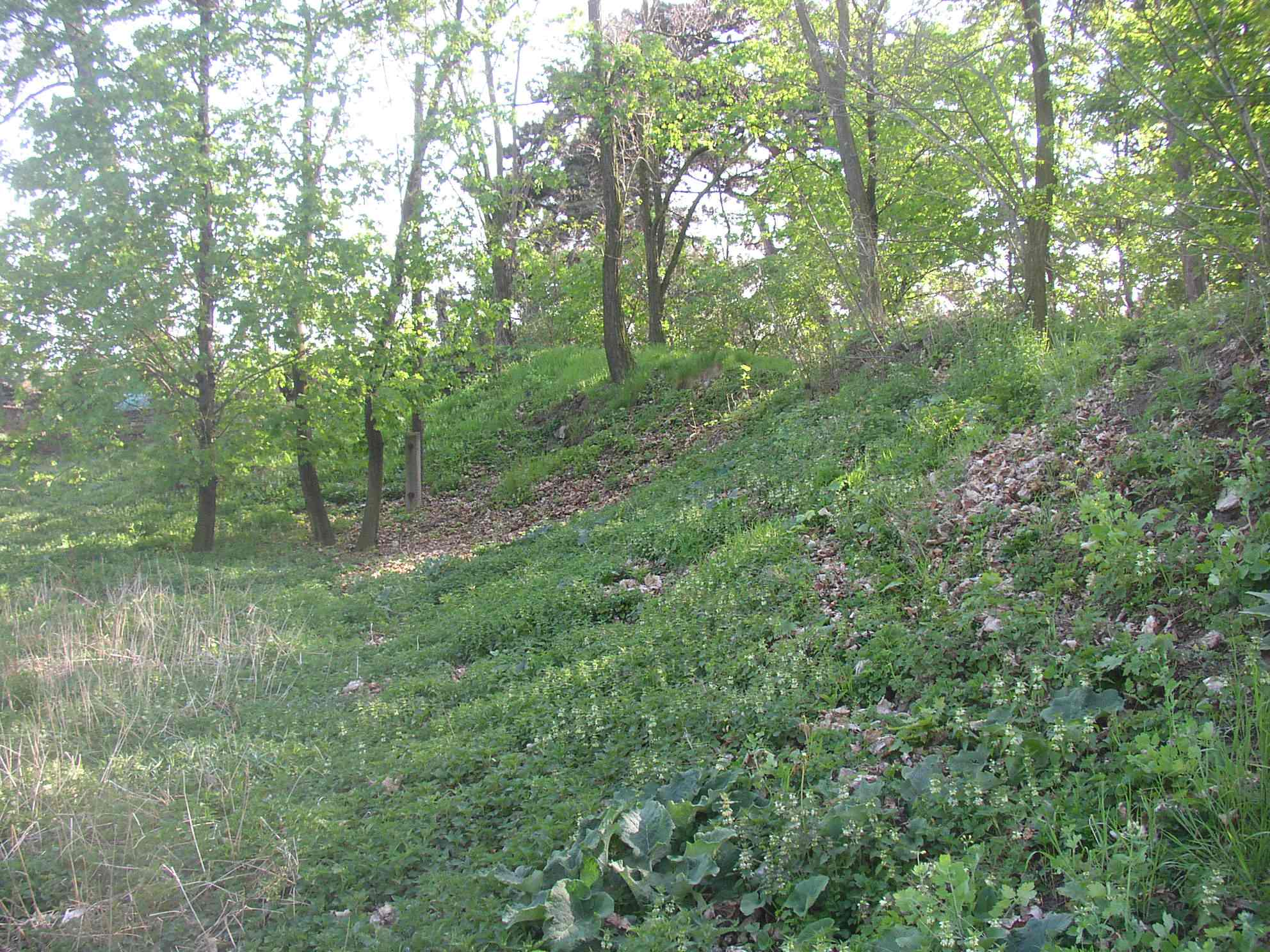
Reste eines Burggrabens

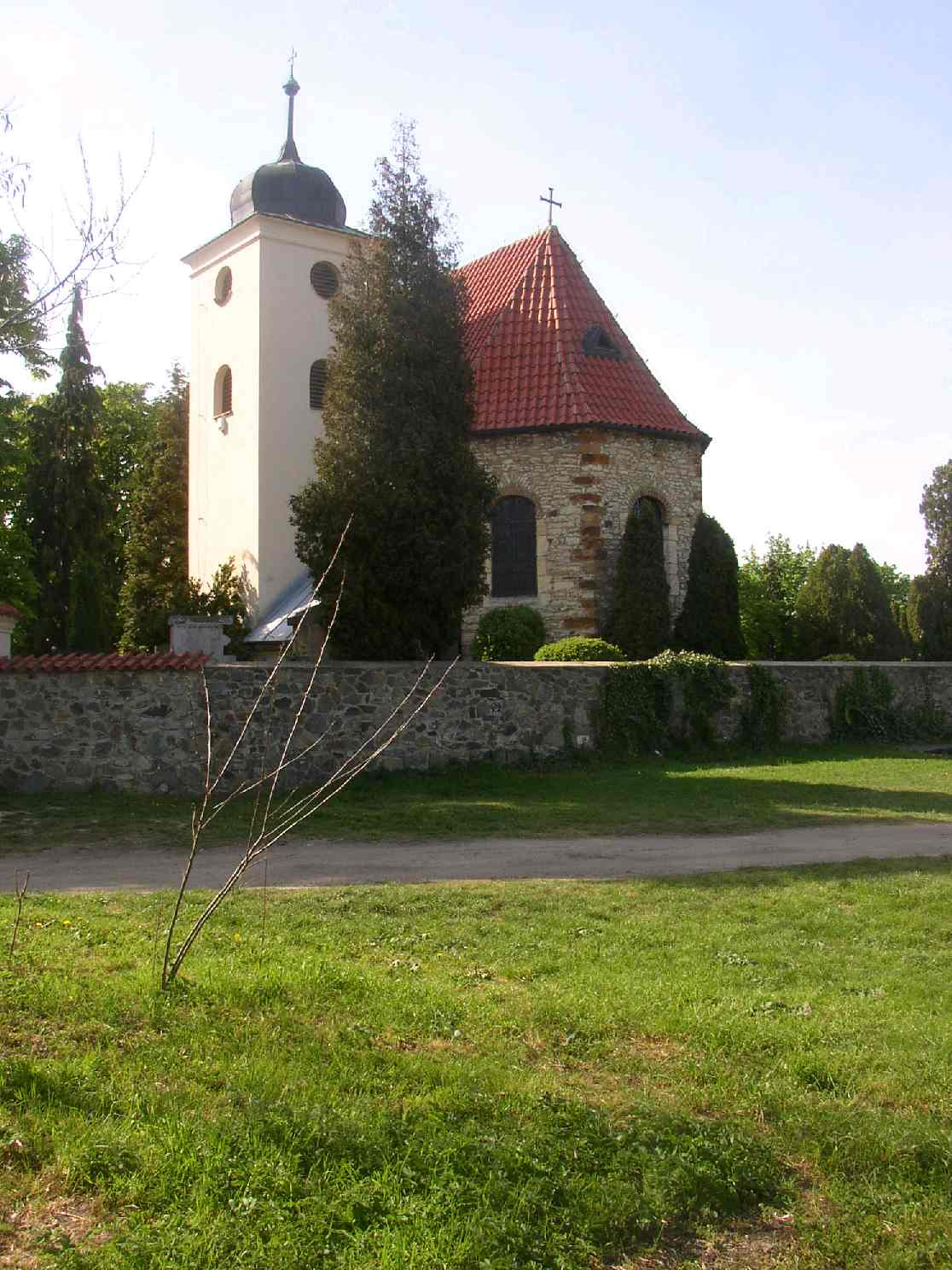
Heutige Kirche St. Kliment

Die Burg Levý Hradec ist eine mittelalterliche Burgwallanlage auf dem Gebiet von Žalov in Tschechien.

## Geographie
Der Burgstall liegt zehn Kilometer nordwestlich vom Zentrum Prags. Die Befestigung befand sich auf einem Felsen über dem linken Ufer der Moldau an der Einmündung des Baches Žalovský potok.
Levý Hradec war ursprünglicher Sitz des ersten historisch belegten Přemysliden-Fürsten Bořivoj I. In den 880er Jahren entstand hier der erste christliche Kirchenbau Böhmens.

## Geschichte
Die frühmittelalterliche Burg entstand vermutlich bereits Mitte des 9. Jahrhunderts an Stelle einer bronzezeitlichen Befestigung. In schriftlichen Quellen wird sie jedoch erst zum Ende des 9. Jahrhunderts erwähnt. Nach der Christianslegende ließ Fürst Bořivoj I. hier nach seiner Rückkehr aus Mähren die erste Kirche Böhmens bauen. Er weihte sie Hl. Clemens von Rom, einem in Mähren beliebten Heiligen, und setzte hier den Priester Kaich ein, den er von dort mitgebracht hatte. Levý Hradec war der ursprüngliche Sitz der frühen Přemysliden-Herrscher. Noch am Ende des 9. Jahrhunderts verlegte zwar Bořivoj seinen Sitz in die Prager Burg. Prag, Budeč und Levý Hradec blieben aber auch weiterhin die drei wichtigsten Zentren in Mittelböhmen. Ein zweites Mal wird von der Burg zum 19. Februar 982 berichtet. Obwohl der Ort seine politische Bedeutung eingebüßt hatte, war er als „Wiege des Christentums in Böhmen“ immer noch bedeutend genug, um hier die Wahl des Slavnikiden Adalbert von Prag zum Prager Bischof durchzuführen.
Erst Ende des 11. Jahrhunderts wurden die Gebäude verlassen. Nach diesem Zeitpunkt gibt es keine Dokumente und Nachweise über Um- oder Anbauten. Im Ort selbst waren noch im 13. Jahrhundert königliche Verwalter eingesetzt, wie Urkunden aus den Jahren 1221 und 1233 bezeugen. 1233 ging die Gemeinde in den Besitz des St.-Georgs-Klosters in der Prager Burg über.
Die Burg ist seit 1956 ein Nationales Kulturdenkmal.

## Archäologie
Bereits 1853–1855 führte Václav Krolmus in der Gegend erste Ausgrabungen durch. Sie wurden Ende des 19. Jahrhunderts von Čeněk Rýzner fortgesetzt. Intensiv gegraben wurde dann aber erst in den 1930er bis in die 1950er Jahre durch Ivan Borkovský, der auch die wichtigsten Funde machte.
Demnach war die Gesamtanlage 6,4 Hektar groß und bestand aus zwei Teilen, der Akropolis und der befestigten Vorburg. Die Akropolis mit einem Ausmaß von etwa 3,6 Hektar befand sich an der östlichen, besser geschützten steil abfallenden Seite, und war mit einer Palisade aus Lehm und Holz geschützt, vor der sich eine Steinmauer befand. Erbaut wurde die Befestigung in zwei Phasen mit einigen später erfolgten Verbesserungen. Auf der Akropolis wurden Blockhausbauten entdeckt, die einen hölzernen Fußboden hatten. Die Vorburg war ebenfalls befestigt und mehrmals erneuert. Hier wurden Mehrraumhäuser mit Wirtschaftsgebäuden und mit aus Stroh geflochtenen Wänden gefunden.
Unter dem Fußboden der Kirche des Hl. Kliment wurden 1939 bis 1941 die ursprünglichen Grundrisse des Gotteshauses untersucht. Es handelte sich demnach um eine Rotunde mit einem Bogenschiff. Das Alter des erhaltenen Baumaterials wird heute jünger als Ende des 9. Jahrhunderts geschätzt und man geht davon aus, dass die ursprüngliche Kirche aus Holz gebaut war und der Steinbau erst später entstand. Das wird auch dadurch bekräftigt, dass nach neuesten Untersuchungen erst nach dem 11. Jahrhundert mit Grablegungen in der Umgebung der Kirche begonnen wurde.